# Jake Paul
Jake Joseph Paul, född 17 januari 1997 i Cleveland, Ohio, är en boxare, amerikansk skådespelare och Youtube-personlighet som fick sitt kändisskap genom den nu borttagna appen Vine. Paul är också känd för sin roll som Dirk i Disney Channel-serien Bizaardvark.

## Karriär
Paul började sin karriär i september 2013 genom att publicera korta filmklipp på appen Vine.
År 2015 blev det känt att Paul skulle spela Dirk i Disney Channels nya komediserie Bizaardvark.
Den 5 januari 2017 var Paul en av de inbjudna gästerna till ett evenemang vid Vita huset som diskuterade sociala medier. Som ett stunt för sin Youtubekanal gömde han sig i ett badrum, varpå han lämnade Vita huset klockan 03:30 på morgonen utan att stöta på säkerhetsvakterna.
Den 17 januari 2017 startade Paul Team 10 med en miljon dollar i finansiering, för att skapa en kreativ byrå för ungdomsunderhållning.
Den 30 maj 2017 släppte Paul tillsammans med Team 10 en låt och musikvideo med titeln "It's Everyday Bro", som fick över 70 miljoner visningar på Youtube under sin första månad och har blivit Youtubes tredje mest ogillade video.
Under inspelningen av den andra säsongen av Bizaardvark 22 juli 2017 rapporterade Disney Channel att Paul skulle lämna serien. Det rapporterades senare att han fick sparken från serien, bland annat på grund av kaoset som skapats vid hans hus där fans bildat stora grupper, vilket hans grannar klagat på och hotat med att stämma honom.

## Boxning
Paul har också en kortare boxningskarriär där han hittills haft 7 matcher.
- Deji Olatunji VS Jake Paul. Vinst för Paul (amatörmatch).
- Ali Loui Al-Fakhri VS Jake Paul. Vinst för Paul (proffsmatch).
- Nate Robinson VS Jake Paul. Vinst för Paul (proffsmatch).
- Ben Askren VS Jake Paul. Vinst för Paul (proffsmatch).
- Tyron Woodley VS Jake Paul. Vinst för Paul (proffsmatch).
- Tyron Woodley VS Jake Paul 2. Vinst för Paul (proffsmatch).
- Tommy Fury VS Jake Paul. Förlust för Paul (proffsmatch).
- Mike Tyson VS Jake Paul. Vinst för Paul (proffsmatch).[9]

## Familj
Paul har en bror, Logan Paul, född 1 april 1995, som också är youtubare. Hans kanal hade i februari 2020 över 22 miljoner prenumeranter och 4 miljarder visningar.